# 宮本奈津美
宮本 奈津美（みやもと なつみ、1984年8月4日 - ）は、東京都出身の女優。身長160cm。イマジネイション所属。

## 人物
ENBUゼミナール村上大樹クラスを経て、2007年にイマジネイション所属の浅野千鶴、岸野聡子と共に劇団「味わい堂々」を設立。
趣味は読書、懐メロ系のカラオケ。特技は早く走ること、中国語、パン作り。ワープロ検定2級の資格を持つ。

## 出演作品

### テレビ
- リミット -刑事の現場2- 第2話（2009年、NHK）
- バベル九朔 第2話（2020年、日本テレビ） - 四条里美 役

### 映画
- おとこのこ（2011年）

### 舞台
- 錆びる動物（2005年、リボルブ方式）
- つまんで　たたいて　ひっぱって（2005年、コントユニットおつまみ）
- ブリキ「フラミンゴ」（2006年、リボルブ方式）
- 母の日（味わい堂々）
- 春を待つ（味わい堂々）
- あじみちゃん（味わい堂々）
- EXPO’85（2007年、チェリーブロッサムハイスクール）
- まるで算数を知らないこどもたち（2007年、チェリーブロッサムハイスクール）
- その夏、13月（2008年、チェリーブロッサムハイスクール）
- 東京衛星（2008年、リボルブ方式）
- アキストゼネコ（2008年、チェリーブロッサムハイスクール）
- 続・若草物語（Hula-Hooper）
- AC/DC WORLD'S END SCHOOL GIRL（バジリコFバジオ）
- 動転（コマツ企画）
- ママと僕たち 〜おべんきょイヤイヤBABYS〜（2015年、アイアシアタートーキョー）
- 遠ざかるネバーランド（2015年、東京芸術劇場 シアターウエスト）
- 私のホストちゃん〜しちにんのホスト〜
- 舞台けものフレンズ「JAPARI STAGE!」～おおきなみみとちいさなきせき～（2019年、品川プリンスホテル クラブeX） - オオタカ[4]

### CM
- 大正製薬・リポビタンファイン
- ヤマザキナビスコ・リッツ
- ニチイ・医療講座リコー
- 日本生命保険・みらいサポート

### ラジオ
- THEATER MAZMOTO ～美談・誰でも良かった（J-WAVE）
- NISSAN あ、安部礼司〜BEYOND THE AVERAGE（2018年 - 、TOKYO FMほか） - 安部永太 役[4]

### webムービー
- セキスイハイム